# Girlsplaining
Girlsplaining ist eine feministische Comic-Kolumne von Katja Klengel, die zunächst online von 2017 bis 2018 bei Broadly erschien. Reprodukt veröffentlichte alle Episoden 2018 in einem Sammelband. In sieben Kapiteln erzählt die Comickünstlerin vom Erwachsenwerden einer jungen Frau und den damit verbundenen alltäglichen Herausforderungen und gesellschaftlichen Hürden.

## Inhalt
In sieben Kapiteln erzählt Katja Klengel vom Erwachsenwerden einer jungen Frau, die zum großen Teil als ihr Alter Ego betrachtet werden kann. Der Comic folgt dabei keiner zentralen Handlung, sondern die einzelnen Episoden setzen Themenschwerpunkte. Die Geschichten handeln von alltäglichen Herausforderungen und gesellschaftlichen Hürden und beschäftigen sich zum Beispiel mit der medialen Repräsentation von Frauen, Stereotypen, Spielzeugdesign oder Bodyshaming. Ihre erste Kolumne Das bessere ‘Sex and the City’ setzt sich etwa mit der Figur Carrie Bradshaw aus der gleichnamigen Serie als fehlerhaftes Rollenvorbild für selbstreferentiellen, weiblichen Journalismus auseinander. Im zweiten Kapitel Der Geist der verrosteten Rasierklingen widmet sich Klengel dem gesellschaftlichen Druck bezüglich weiblicher Körperbehaarung. Im fünften Kapitel Viva la Vulva stellt die Autorin die Frage, warum unsere heutige Gesellschaft fast schon Angst vor dem Wort „Vulva“ habe. Dabei legt die Autorin immer wieder intime Details von sich offen: zum Beispiel wie sie ihr erstes Schamhaar mit neun bemerkte, wenn sie von Masturbation mit einem alten Mobiltelefon berichtet oder sich mit eigenen Kindheitsängsten beschäftigt. Zum einen setzt sich Klengel mit den Auswirkungen der weiblichen Sexualität auf Kulturgeschichte und Popkultur auseinander, zum anderen verwendet die Autorin selber zahlreiche popkulturelle Referenzen und Anspielungen, etwa zu Buffy, Harry Potter, Sailor Moon, Star Trek oder Teenage Mutant Ninja Turtles.

## Entstehung und Stil
Seit 2012 veröffentlicht die Comiczeichnerin regelmäßig online Episoden in ihrem autobiographischen Tagebuchcomic Blattonisch. Auf dieser Grundlage entwickelte Klengel ihr feministisches Projekt Girlsplaining, auch weil sie sich bei Blattonisch durch das damalige Webcomicformat eingeschränkt fühlte, etwa durch die Begrenzung des Formats auf vier Panels. Girlsplaining entstand von 2017 bis 2018. Klengels autobiographische, in Teilen jedoch fiktionalisierte Comic-Kolumne Girlsplaining erschien zunächst in einzelnen Episoden im Online-Magazin Broadly.
Die Künstlerin verzichtet bei ihrem Werk auf die für Comics typische Panelstruktur und zeichnet mit klarer Linienführung lediglich eine Illustration pro Seite. Klengel stellt sich in ihren Zeichnungen in verschiedenen Lebensphasen und Rollen dar. Sie zeigt sich als Kind, Jugendliche oder Kolumnistin bei Vice, schlüpft aber auch in fiktive Rollen, etwa als Crewmitglied auf der Kommandobrücke in Star Trek. Dabei legt die Autorin immer wieder intime Details von sich offen und berichtet zum Beispiel von Kindheitsängsten und persönlichen Unsicherheiten. Die Zeichnungen sind von der Ästhetik US-amerikanischer Independent-Comics sowie Manga geprägt und ausschließlich in rosa koloriert, insbesondere der künstlerische Einfluss durch Werke von Jillian Tamaki zeigt sich deutlich.

## Veröffentlichung
Die Comic-Kolumne Girlsplaining erschien zunächst in sieben einzelnen Episoden zwischen August 2017 und September 2018 im feministischen Online-Magazin Broadly, einem Ableger von Vice.
| # | Titel Online-Veröffentlichung                                            | Kapitelüberschrift (Seite)                   | Erstveröffentlichung |
| - | ------------------------------------------------------------------------ | -------------------------------------------- | -------------------- |
| 1 | Das bessere ‘Sex and the City’                                           | Sex und die Stadt (4)                        | 4. August 2017       |
| 2 | Der Geist der verrosteten Rasierklingen                                  | Der Geist der verrosteten Rasierklingen (22) | 12. September 2017   |
| 3 | Das Baby-Kettensägen-Massaker                                            | Das Baby-Kettensägenmassaker (44)            | 13. Oktober 2017     |
| 4 | Superheldin mit Rotwein                                                  | Superheldin mit Rotwein (66)                 | 17. November 2017    |
| 5 | Die Vulva, der Voldemort des Körpers                                     | Viva la Vulva (90)                           | 30. Januar 2018      |
| 6 | Die Entdeckung des Orgasmus                                              | Die Entdeckung der Klitoris (106)            | 6. Februar 2018      |
| 7 | Puppen, Psychopathinnen und das pinkfarbene Spielzeug-Ghetto der Mädchen | Die Spielzeugfalle (126)                     | 10. September 2018   |

Reprodukt brachte die einzelnen Episoden von Girlsplaining im Jahr 2018 gesammelt als Hardcoverausgabe heraus (164 Seiten, vierfarbig, ISBN 978-3-95640-160-2). Der Sammelband wurde ins Englische und Polnische übersetzt. Die Übersetzung von Nika Knight veröffentlichte Archaia im März 2021 in den USA als Girlsplaing: A (Sorta) Memoir (ISBN 978-1-68415-662-7). Die polnische Ausgabe erschien im Juni 2020 unter dem Titel Słuchajcie dziewczyny! (polnisch für „Hört zu, Mädels!“) bei Wydawnictwo Marginesy und wurde von Agata Wawryniuk übersetzt (ISBN 978-83-66500-01-3).

## Kritiken und Auszeichnungen
Auch wenn laut Jan-Paul Koopmann in Die Tageszeitung die Themen aus Girlsplaining weitestgehend bekannt und die „Nerdperspektive aufs Geschehen“ austauschbare Kulisse seien, überzeugten Klengels Geschichten dennoch, da sie „so scharfsinnig wie lustig“ erzähle. Dabei gehe es zum Beispiel um negative Erfahrungen wie „[n]icht mal eine Mitnehm-Suppe kaufen zu können, ohne dumm angebaggert zu werden“ oder „in einem Körper zu stecken, dem von allen Seiten nachgesagt wird, er habe Fehler“. Neu ist für Koopmann, dass der Feminismus von Klengel „viel weniger eindeutig ist und ihre Fragen tatsächlich meist eher neugierig scheinen als fordernd“. Der Zeichenstil der Comickünstlerin, eine Zusammenkunft der Ästhetik von Manga und US-amerikanischen Independent-Comics, machten beim Lesen großen Spaß. Auch Andreas Platthaus zeigt sich in die Frankfurter Allgemeine Zeitung begeistert von Girlsplaining. Klengels Zeichenstil sei weiterhin originell, auch wenn das Werk mit einer Illustration pro Seite eher ein Bilderbuch als ein Comic sei. Das Werk biete immer „Amüsantes“ und auch „Offensives“ bezüglich Geschlechterverhältnis und Gesellschaftsgerechtigkeit. Einiges dürfe man als Augenzwinkern der Comickünstlerin verstehen, etwa dass der Band nur in rosa koloriert ist oder dass die „Vorsatzpapiere auf acht Reihen 160 Vulvenansichten bieten“. Manche Themen und Situationen seien langjährigen Lesern „tief vertraut“, zum Beispiel Klengels Vorliebe für die Science-Fiction-Serie Star Trek. Beim Jugendkulturradiosender FM4 lobt Zita Bereuter Girlsplaining als „erfrischend ehrlich, lustig, leicht und unterhaltsam, aber nicht oberflächlich“. Die Leser begleiten Klengel bei ihrem Erkenntnisgewinn mit allen „Überraschungen, Schwierigkeiten und Enttäuschungen“. Die Zeichnungen in schwarz-weiß, nur mit rosa koloriert, beschreibt Bereuter als „prächtig“, Klengels Liebe zu Manga sei unverkennbar. Der Versuch der Comiczeichnerin, sich Gehör zu verschaffen und sich mit für sie wichtigen Themen auseinanderzusetzen, sei sehr gut gelungen.
Eine Rezension bei Publishers Weekly fasste Klengels Werk als gewinnende Sammlung feministischer, autobiographischer Comics zusammen („winsome collection of feminist-minded autobiographical comics“). Bereits der Bildertitel setze mit zahlreichen, über zwei Seiten verteilten Detailansichten von Vulven den Ton („a two-page spread of close-up drawings of varied vulvas“). Die Autorin widme sich schwierigen Themen mit einer ausgewogenen Mischung aus leichtfüßigem Humor und gefestigten Überzeugungen („tackles tough subjects, equally with an easy humor and steadfast conviction“). Laut Jenny Robins auf brokenfrontier.com funktioniere Girlsplaining sehr gut als generelle Kritik westlicher, patriarchalischer Kulturen („works well as a more general critique of Western patriarchal culture“), lesenswert sei das Werk vor allem dank Klengels einfallsreicher visuellen Sprache („[w]hat makes it worth reading though is Klengel’s sheer inventiveness in her use of visual language“). Die bunte Mischung aus Anekdoten, Metaphern, Fantasie und inneren Gesprächen sei aufgrund des treffsicheren Erzähltempos nie überwältigend, sondern stets klar lesbar („mixing of anecdote, metaphor, reality, fantasy and internal dialogue could easily be […] overwhelming, but the pacing is on point to balance this out and keep everything eminently readable“). Der Comic stelle zwar keine umfangreiche Recherche zum Feminismus dar, fange allerdings die weibliche Erfahrung zum Beispiel des Heranwachsens hervorragend ein („far from a thorough investigation of feminism, but it does a great job of evoking the experience of growing up through, and tearing down, various veils of shame and ignorance around womanhood“).
Im Jahr 2019 wurde die Comickünstlerin mit dem Rudolph-Dirks-Award für Girlsplaining in den Kategorien „Jugenddrama / Coming of Age“, „Reportage / Wissenschaft“ und „Deutschland – Szenario“ ausgezeichnet.

## Ausstellungen
Im Mai 2021 startete die vom Comic-Salon Erlangen ausgerichtete Wanderausstellung Vorbilder*innen – Feminismus in Comic und Illustration. Die Ausstellung präsentierte in acht Themenbereichen 29 Comic-Künstlerinnen, darunter befand sich Katja Klengel mit Girlsplaining. Bis Juni 2022 waren vier Stationen für die Ausstellung geplant, zuletzt beim 20. Comic-Salon Erlangen.